# Hadj Mohammed Mesfewi
Hadj Mohammed Mesfewi (fallecido el 13 de junio de 1906), apodado «el Archiasesino de Marrakech», fue un asesino en serie marroquí con 36 víctimas confirmadas, todas ellas mujeres.

## Trayectoria delictiva

### Asesinatos
Mesfewi trabajaba como zapatero y comerciante en Marrakech. Con la ayuda de una mujer septuagenaria llamada Annah, asesinaba a mujeres jóvenes que acudían a su tienda a dictarle cartas. Concretamente, las engañaba para que bebiesen una copa de vino mezclado con un sedante, lo que le permitía decapitarlas con una daga sin que opusieran resistencia. Al cabo de un tiempo, los padres de una de las víctimas averiguaron que su hija había sido vista por última vez en la tienda de Mesfewi, cuyos crímenes quedaron así al descubierto. Bajo el suelo de la tienda se encontró una fosa profunda que contenía los restos de 20 cadáveres mutilados, a los que se sumaron otros 16 cadáveres enterrados en el jardín. En consecuencia, los familiares de las víctimas interrogaron bajo tortura a Annah, que murió después de delatar a Mesfewi. A su vez, este confesó que asesinaba a las mujeres para robarles su dinero, a menudo sumas muy pequeñas.

### Ejecución
Tras ser declarado culpable, Mesfewi recibió inicialmente una sentencia de crucifixión, que se ejecutaría el 2 de mayo de 1906. Debido a las protestas internacionales por la extrema dureza del castigo, las autoridades marroquíes se decantaron por la decapitación como una alternativa menos cruenta. Sin embargo, la opinión pública de Marrakech reclamaba que Mesfewi pagase sus delitos con su sufrimiento. Por ello, durante cuatro semanas, lo sacaron todos los días a la plaza del mercado para castigarlo públicamente, propinándole diez azotes con una vara de acacia espinosa antes de devolverlo a su celda. Dada la naturaleza atroz de sus crímenes y como advertencia para todos, las autoridades decidieron finalmente que Mesfewi sería emparedado vivo en el bazar del mercado de Marrakech, el 11 de junio de 1906.
Para tal fin, dos albañiles crearon una celda abriendo un hueco en los gruesos muros del bazar de Marrakech, de unos 0,61 m de profundidad y anchura y unos 1,8 m de altura. Por añadidura, para forzar al condenado a permanecer de pie e impedirle escapar, los albañiles fijaron cadenas a la pared del fondo de la celda. El 11 de junio de 1906, Mesfewi pidió clemencia a gritos y forcejeó con sus carceleros cuando lo condujeron a la celda, en torno a la cual se había congregado una multitud para presenciar su ejecución. Una vez encadenado el reo, la muchedumbre le arrojó basura y despojos en repulsa por sus crímenes, antes de que los albañiles tapiasen la abertura de la celda con hiladas de mampostería. Cada vez que Mesfewi gritaba dentro de la celda, la multitud le respondía con gritos de júbilo, hasta que al tercer día cesaron sus lamentos y lo dieron por muerto.